# Reetec
Reetec AS är ett norskt företag som utvecklat en produktionsprocess för att separera sällsynta jordartsmetaller ur mineralkoncentrat, bland annat från biprodukter från utvinning av apatitjärnmalm.
Reetec AS informerade 2022 om att företaget avser att för omkring 1,2 miljarder norska kronor bygga en första fullskalefabrik på Herøya utanför Porsgrunn i Norge med beräknad produktionsstart under andra hälften av 2024. Den ska producera omkring 720 ton per år av neodym och praseodym ur råmaterial från australiska gruvbolaget Vital Metals Ltd:s Nechalachogruva i Yellowknife i Northwest Territories i Kanada.
LKAB deltog 2022 i investeringen för den nya fabriken med 400 miljoner norska kronor och blev därmed en av bolagets två huvudägare. 
Reetec avser att uppföra en andra fabrik i Luleå, vilken planeras för att från 2027 processa råmaterial med ursprung i LKAB:s järnmalmsproduktion i Kiruna och Malmberget.